# Bramor C4EYE
Bramor C4EYE je laka bespilotna letjelica (UAV) koju je razvila i proizvodi slovenska tvrtka C-Astral Aerospace iz Ajdovščine.

## Opis
Nakon dvanaest godina iskustva u proizvodnji bespilotnih letjelica, tvrtka C-Astral Aerospace razvila je dron koji je namijenjen nadgledanju, sigurnosnoj ophodnji te istraživanju na daljinu. Tako je stvoren Bramor C4EYE koji može nadgledati područje te u realnom vremenu slati video zapise i fotografije s vrlo jasnim rezultatima.
C4EYE se napaja električnom baterijom, može letjeti do 3,5 sata te je opremljen multi-senzorskom kamerom visoke rezolucije koja može zumirati do 40x kao i termalnom kamerom. Letjelica se odlikuje kombiniranim trupom krila (BWB) proizvedenim od naprednih kompozitnih materijala. To mu omogućava visoku stabilnost i niski radarski odraz. Također, na njega su integrirani IP-67 priključci i brtve koji omogućavaju spuštanje na vodu a padobran spuštanje UAV-a i korisnog tereta. Također, Bramor se može koristiti i na područjima ekstremno visokih temperatura dok mu modularna konstrukcija omogućava brzi popravak i zamjenu na terenu.

## Korisnici
- Bangladeš: zračna komponenta bangladeške vojske je 2017. godine iz Slovenije nabavila 36 Bramora za potrebe izviđanja.[2]
- Italija: oružane snage Italije u svojem arsenalu bespilotnih letjelica (izvješće iz 2018.) posjeduju tri Bramora čija je nabava 2014. stajala četvrt milijuna eura.[3]

## Tehničke karakteristike (Bramor C4E)
Izvori podataka: *ATLAS C4EYE Micro Unmanned Aerial Vehicle (UAV)PROFESSIONAL UAV / SURVEILLANCE / SEARCH AND RESCUE / FIXED-WING / BRAMOR C4EYE
Osnovne karakteristike
- posada: 0
- dužina: 0,82 m
- raspon krila: 1,55 m
- korisni teret: 2,7 kg

Letne karakteristike
- dolet: +30 km (3,5 h leta)
- najveća visina leta: 5.0000 m
  - propeler: 1×

## Vanjske poveznice
- DroneProvide.com
- Smart UAV from Slovenia (ES14E5)